# Chaetopisthes assmuthi
Chaetopisthes assmuthi är en skalbaggsart som beskrevs av Erich Wasmann 1903. Chaetopisthes assmuthi ingår i släktet Chaetopisthes och familjen Aphodiidae. Inga underarter finns listade i Catalogue of Life.